# 2017 у Чернігові
2017 — рік Української революції 1917—1921 рр. (Указ Президента України від 22 січня 2016 р. № 17/2016 «Про заходи з відзначення 100-річчя подій Української революції 1917—1921 рр.»)
2017 — рік Японії в Україні.
2017 — Міжнародний рік сталого розвитку туризму (оголосила Генеральна Асамблея ООН)
З 21 вересня 2017 року реалізується Програма підтримки народжуваності на 2017-2022 роки. Програма прийнята Чернігівською міською радою за ініціативою міського голови Атрошенка Владислава Анатолійовича.
У Чернігові протягом поточного року народилися 2829 малюків. За цей період загальна сума виплат чернігівським родинам на новонароджених дітей склала 2405 тис. грн із міської скарбниці.

## Знаменні роки
1025 років тому (992) у Чернігові запроваджено єпископську кафедру.
295 років тому (1722) чернігівський полковник Павло Леонтійович Полуботок (1660-1724) став наказним гетьманом України.
235 років тому (1782) відбулося затвердження гербів Борзни, Городні, Ніжина, Чернігова та інших міст та містечок Чернігівщини.
210 років тому (1807) відкрито друкарню Чернігівського губернського правління.
200 років тому (1817) відкрито Чернігівське повітове духовне училище.
125 років тому (1892) керівницею Чернігівської громадської бібліотеки (нині Чернігівська обласна універсальна наукова бібліотека імені В. Г. Короленка) стала Віра Устимівна Дейша, майбутня дружина Коцюбинського Михайла Михайловича.
120 років тому (1897) членом правління Чернігівської громадської бібліотеки обраний М. М. Коцюбинський, а Чернігівська громадська бібліотека розпочала перехід на широке використання карток для каталогів і для запису книг, що видавалися читачам.
100 років тому (1917) у Чернігові почала виходити газета «Голос труда», від якої бере початок обласний тижневик «Деснянська правда». Представниками інтелігенції Чернігова за активної участі керуючого справами Чернігівської губернської архівної комісії Модзалевського Вадима Львовича, краєзнавця Виноградського Юрія Степановича та літератора Могилянського Михайла Михайловича засновано видавництво «Сіверянська думка».

## Створено, засновано та відбулося
28 березня — 140 років тому (1877) відкрито Чернігівську громадську бібліотеку (нині ОУНБ ім. В. Г. Короленка).
18 травня — 135 років тому (1882) на підставі указу Сенату створено Чернігівське відділення селянського поземельного банку. Воно видавало селянам позики під заклад земельних наділів для придбання землі. Націоналізоване Радою народних комісарів УРСР 22 січня 1919 року.
3 січня — 120 років тому (1897) у Чернігові, у Залі дворянських зібрань відбувся перший кіносеанс. За постановою Чернігівської губернської вченої архівної комісії у додатку до IV випуску книги «Праці архівної комісії» літографічним способом опубліковано «Синодик Любецького Антонієвого монастиря».
1 червня — 100 років тому (1917) створено Чернігівський Громадський комітет охорони пам'яток старовини й мистецтва. У приміщенні дворянського зібрання відбувся губернський Український з'їзд на підтримку Центральної Ради.
26 січня — 95 років тому (1922) Чернігівській обласній універсальній науковій бібліотеці присвоєно ім'я письменника Короленка Володимира Галактіоновича.
2 грудня — 80 років тому (1937) на базі дитячого відділення Чернігівської обласної бібліотеки ім. В. Г. Короленка засновано Чернігівську обласну бібліотеку для дітей.
28 липня — 75 років тому (1942) утворилося Чернігівське обласне партизанське з'єднання.
14 лютого — 50 років тому (1967) засновано Чернігівський завод радіоприладів (ЧеЗаРа) та створено Національний архітектурно-історичний заповідник «Чернігів стародавній». Виконавчий комітет Чернігівської міської ради встановив звання «Почесний громадянин міста».
26 квітня — 40 років тому (1977) видано Указ Президії Верховної ради УРСР «Про нагородження Чернігівської державної обласної бібліотеки імені В. Г. Короленка Почесною Грамотою Президії Верховної ради Української РСР».
13 квітня — 25 років тому (1992) утворено Територіальний центр обслуговування та надання соціальних послуг Деснянської районної ради в Чернігові. Відкрито лікарню № 2. Рішенням XIV сесії міської ради ХХІ скликання затверджено герб міста.
19 червня — 15 років тому (2002) шляхом реорганізації міського державного архіву створено архівний відділ Чернігівської міської ради.

## Ювілеї видатних людей

### Видатні історики та краєзнавці
1 січня — 85 років тому народилася Валентина Іванівна Нєпріна (1932—2013) — дослідниця неоліту лісової та лісостепової зон Лівобережної України, представниця української школи археологів-первісників другої пол. ХХ ст. Кандидатка історичних наук, співробітниця Інституту археології НАН України. У 1960-і рр. досліджувала низку неолітичних пам'яток на Чернігівщині (Мньов).
2 січня — 130 років тому у Чернігові народився Коцейовський Олександр Леопольдович (1887—1919) — єгиптолог, історик стародавнього світу. Народився в Чернігові. Випускник Петербурзького університету. Стажувався у Берліні, працював в Одесі, захистив магістерську дисертацію у Харкові.
5 січня — 65 років від дня народження Сергія Яковича Ольговського (1952) — українського археолога, кандидата історичних наук, професора, завідувача кафедри історії України та музеєзнавства Київського національного університету культури і мистецтв.
20 січня — 75 років від дня народження Людмили Валентинівни Студьонової (1942) — першої завідувачки відділу краєзнавства Чернігівської ОУНБ ім. В. Г. Короленка, дослідниці історії Чернігівщини, авторки низки видань краєзнавчої тематики. Член Національної спілки краєзнавців України.
19 лютого — 170 років тому народився Русов Олександр Олександрович (1847—1915) — земський і громадський діяч України, професор статистики, етнограф, фольклорист, автор двотомника «Опис Чернигівської губернії», один із засновників Чернігівської ОУНБ ім. В. Г. Короленка.
9 квітня — 135 років тому народився Вадим Львович Модзалевський (1882—1920) — український історик. В 1911—1918 рр. жив у Чернігові, де заснував видавництво «Сіверянська думка».
21 квітня — 70 років від дня народження Олександра Павловича Добриці (1947) — історика і краєзнавця, автора книги «Князі Чернігівські», низки статей про Чернігівщину доби Київської Русі, лауреата Чернігівської обласної премії імені Михайла Коцюбинського. Живе у Чернігові.
19 травня — 120 років тому у Чернігові народився Дубровський Василь Васильович (1899—1966) — український історик, тюрколог, архівіст, музеєзнавець, громадсько-політичний діяч, жертва сталінського терору. Помер у США.
27 жовтня — 50 років від дня народження Сергія Лазаревича Лаєвського (1967) — директора Чернігівського обласного історичного музею імені Василя Тарновського, Президента Українського національного комітету Міжнародної ради музеїв, члена правління Всеукраїнської асоціації музеїв і музейної ради при Міністерстві культури України. Народився у Чернігові.
3 листопада — 80 років тому народився Пінчук Юрій Анатолійович (1937—2012) — український історик, доктор історичних наук, професор, заслужений діяч науки і техніки України. Походив з родини музичного майстра з Чернігова. Неодноразово відвідував це місто, де мав професійні контакти з науковцями ЧНПУ ім. Т. Г. Шевченка.
7 листопада — 160 років тому народився Багалій Дмитро Іванович (1857—1932) — український історик, який брав участь у роботі Чернігівської губернської архівної комісії (1896—1917).
30 грудня — 70 років від дня народження Адруга Анатолія Кіндратовича (1947) — мистецтвознавця, кандидата мистецтвознавства. Є доцентом кафедри археології, етнології та краєзнавчо-туристичної роботи Навчально-наукового інституту історії, етнології та правознавства імені О. М. Лазаревського ЧНПУ імені Т. Г. Шевченка, краєзнавцем. Народився у Чернігові.

### Релігія
19 січня — 175 років тому народився Макарій Михайлович Васютинський (1842—1916) — випускник, а згодом викладач Чернігівської духовної семінарії. Кандидат богослов'я, колезький асесор, надвірний радник, статський радник, нагороджений орденами Святої Анни 3-го і 2-го ступенів та Святого Станіслава 3-го і 2-го ступенів. Похований у Чернігові.
13 лютого — 150 років тому народився Чернігівський архієпископ Василій (Богоявленський) (1867—1918), ректор Чернігівської духовної семінарії. За його ініціативи була видана книга «Картини церковного життя Чернігівської єпархії». Вбитий більшовиками.

### Культура
5 лютого — 115 років тому народився Микола Андрійович Славятинський (1902—1982) — педагог, літературознавець, український перекладач творів класиків світової літератури (зокрема, творів Йоганна-Фрідріха Шиллера, Проспера Меріме, П'єра-Жана Беранже, Жана-Батіста Поклена, Адама Міцкевича, Болеслава Пруса). На будинку у Чернігові, де він жив, установлено меморіальну дошку.
8 лютого — 195 років тому народився Маркович Опанас Васильович (1822—1867) — український фольклорист, етнограф, громадський діяч, член Кирило-Мефодіївського товариства. Життям і діяльністю пов'язаний з Черніговом, похований на Болдиній горі.
22 березня — 175 років тому народився Лисенко Микола Віталійович (1842—1912) — український композитор, піаніст, хоровий диригент, педагог та фольклорист. За походженням — з чернігівської козацької старшини. Неодноразово виступав із концертами в Чернігові.
7 квітня — 65 років від дня народження Олександра Олександровича Симоненка (1952) — головного художника Чернігівського обласного академічного українського музично-драматичного театру імені Тараса Шевченка, лауреата обласної премії імені Михайла Коцюбинського, Заслужений працівник культури України.
6 червня — 65 років від дня народження Матросової Юлії Савеліївни (1952) — актриси Чернігівського обласного молодіжного театру, лауреатки обласної премії імені Михайла Коцюбинського.
6 червня — 80 років від дня народження Владислава Григоровича Бойка (1937) — музиканта, викладача хорових дисциплін Чернігівського музичного училища імені Льва Ревуцького, лауреата обласних премій ім. Г. Верьовки та В. Полевика, Заслужений працівник культури України.
17 червня — 50 років від дня народження Латамарчук Марини Олександрівни (1967) — директорки Чернігівської обласної бібліотеки для юнацтва.
1 липня — 60 років від дня народження Веселової Любові Михайлівни (1957) — Заслуженої артистки України, актриси Чернігівського обласного молодіжного театру.
2 липня — 50 років від дня народження Єршова Геннадія Олексійовича (1967) — художника, скульптора, громадського діяча т, а автора пам'ятників у Чернігові, Любечі, у с. Пальчики неподалік від Батурина. Має міжнародні відзнаки й нагороди. Народився у Чернігові. Живе у Гданську (Польща).
26 липня — 65 років від дня народження Ірини Григорівни Ральченко (1952) — директорки Чернігівського обласного художнього музею ім. Григорія Галагана, Заслуженої працівниці культури України.
2 серпня — 100 років тому народився Ющенко Олекса Якович (1917—2008) — український поет, Заслужений діяч мистецтв України, випускник НДПІ ім. М. Гоголя, співробітник чернігівських газет у 30-х рр. ХХ ст. Лауреат літературних премій ім. П. Тичини, М. Коцюбинського та ін. Написав спогади про чернігівський період життя.
19 листопада — 65 років від дня народження Раїси Миколаївни Борщ (1952) — Заслуженої артистки України, керівниці капели бандуристів ім. О. Вересая Чернігівського обласного філармонійного центру фестивалів та концертних програм.
22 листопада — 85 років тому народився Зуб Петро Григорович (1932—2007) — поет і прозаїк, Заслужений працівник культури, лауреат премій ім. М. Коцюбинського та В. Полевика. Жив у Чернігові.
23 грудня — 80 років від дня народження Віри Володимирівни Зайченко (1937) — музейниці, мистецтвознавиці і краєзнавиці. Заслуженої працівниці культури України. Нагороджена Орденом княгині Ольги ІІІ ст. Лауреатка обласної премії імені Михайла Коцюбинського. Народилася на хуторі Забарівка Корюківського району Чернігівської області.
25 грудня — 75 років від дня народження Віктора Івановича Магдаченка (1942) — художника-монументаліста. Живе і працює у Чернігові.
28 грудня — 80 років від дня народження Віктора Михайловича Субачева (1937) — співака, Народного артиста України. Викладач Чернігівського музичного училища імені Льва Ревуцького.

### Медицина
22 вересня — 165 років тому народився Розенель Альфред Германович (1852—1920) — лікар-психіатр, доктор медицини, ординатор Чернігівської губернської земської лікарні у 1890—1917 роках, викладач губернської земської фельдшерської школи. Похований у Чернігові.
11 листопада — 65 років від дня народження Анатолія Івановича Швидченка (1952) — Заслуженого лікаря України, уродженця і почесного громадянина Ічні. Працював головним лікарем Чернігівського обласного кардіологічного диспансеру.
28 листопада — 145 років тому у Чернігові народився Казимир-Адам Альбінович Буйневич (1872—1953) — лікар-терапевт, нефролог, доктор медицини, професор. У 1920-1930-ті роки — професор Університету Вітовта Великого (Литва). З 1944 р. оселився у Мюнхені, пізніше в Австрії. Автор медичних посібників російською, польською, німецькою та литовською мовами.

### Журналістика
23 лютого — 75 років тому народився Валерій Петрович Інютін (1942—2001) — журналіст, фотокореспондент, фотохудожник, учасник і переможець багатьох виставок і конкурсів, золотий медаліст фотоконкурсів в Іспанії. Мав авторські виставки в Бельгії, Швейцарії та інших європейських країнах. Очолював Спілку фотохудожників Чернігова.
5 березня — 190 років тому народився Глібов Леонід Іванович (1827—1893) — український поет, байкар, журналіст, видавець газети «Черниговский листок». Похований на території Троїцько-Іллінського монастиря.

### Спорт
15 лютого — 95 років тому у Чернігові народився Валентин Васильович Петровський (1922—2009) — Заслужений тренер України і СРСР з легкої атлетики. Кандидат біологічних наук, професор. Виховав дворазового олімпійського чемпіона Борзова Валерія Пилиповича.
5 жовтня — 70 років тому народився В'ячеслав Веніамінович Гусєв (1947—2010) — спортивний діяч, Заслужений тренер України та СРСР з лижних перегонів. Підготував срібного призера XIV зимових Олімпійських ігор 1984 р. Батюка Олександра Михайловича з Чернігова.
9 жовтня — 70 років від дня народження Віктора Григоровича Берегового (1947) — спортивного журналіста, автора книги «Спортивне сузір'я Чернігівщини», лауреата Всеукраїнських конкурсів у номінації «Найкращі спортивні журналісти року». Народився у Чернігові.

### Державні та громадські діячі
23 травня — 180 років тому народився Олександр Костянтинович Анастасьєв (1837—1900) — державний діяч, Чернігівський губернатор, член Державної Ради. Відіграв значну роль у реставрації та збереженні для нащадків Спасо-Преображенського собору у Чернігові. Помер і похований у Любечі.
29 травня — 70 років від дня народження Сарани Валерія Юрійовича (1947) — громадського діяча, одного із засновників Чернігівського обласного товариства української мови імені Тараса Шевченка та Чернігівської організації «Народного руху України». Працював директором музею «Меморіал пам'яті Героїв Крут». Народився в Чернігові.
1 червня — 150 років тому народився Савицький Микола Петрович (1867—1941) — мистецтвознавець, громадський діяч, голова Чернігівської губернської земської управи (1906—1914), один з керівників в адміністрації губернії у 1918 р. Помер у Празі.
23 серпня — 170 років тому народився Євген Костянтинович Андрієвський (1847—1917) — чернігівський губернатор 1893—1901 рр., який зробив значний внесок у розвиток міста Чернігова.
26 жовтня — 70 років від дня народження Мельничука Валентина Васильовича (1947) — українського політика, громадського й політичного діяча, першого заступника голови Чернігівської обласної ради.

## Досягнення Чернігівських спортсменів у 2017 році
Костевич Олена Дмитрівна – срібна призерка Кубку світу з кульової стрільби (Мюнхен, Німеччина).  
Олімпійська чемпіонка Ігор в Афінах-2004, дворазова бронзова призерка Олімпійських ігор у Лондоні-2012 із кульової стрільби, член Комісії атлетів Національного олімпійського комітету увійшла до складу членів Комітету атлетів Європейської конфедерації стрілецького спорту.
Авраменко Галина Геннадіївна - член національної збірної команди України, Заслужена майстерка спорту України,  дворазова золота та срібна  призерка чемпіонату Європи.
Митрофанов Дмитро Юрійович -  майстер спорту міжнародного класу з боксу, представник боксерського клубу «Українські отамани», що бере участь у змаганнях під егідою WSB. Здобув перемогу в  дебютному бою на професійному рингу (Іллінойс, США).
Кісіль Валентина Вікторівна – майстерка спорту України, золота та двічі срібна призерка чемпіонату Європи з важкої атлетики серед жінок, бронзова призерка молодіжного чемпіонату світу у ваговій категорії до 90 кілограмів (Токіо, Японія).
Ніженко Олексій – майстер спорту України міжнародного класу, бронзовий призер чемпіонату Європи з боротьби самбо.
Проценко Олег – член національної збірної команди України з веслування на човнах «Дракон», переможець чемпіонату Європи з веслування на човнах «Дракон».
Чистякова Наталія – срібна призерка із дзюдо на XIV-му літньому Європейському юнацькому олімпійському фестивалі (Дьор, Угорщина) 
Пономар Андрій – триразовий переможець відкритого чемпіонату України з велоспорту на шосе серед юнаків (Тернопіль, Україна)

### Здобутки паралімпійців Чернігівщини
Бистревський Денис – майстер спорту України міжнародного класу, срібний призер ХХІІІ літніх Дефлімпійських ігор із плавання серед спортсменів-інвалідів із вадами слуху (Самсун, Туреччина).
Коломієць Олексій – майстер спорту України, член національної збірної команди України з плавання (основний склад), срібний призер ХХІІІ літніх Дефлімпійських ігор із плавання серед спортсменів-інвалідів із вадами слуху (Самсун, Туреччина).
Рептюх Ігор Миколайович - володар Великого Кришталевого глобуса та дворазовий чемпіон світу із зимових видів спорту серед спортсменів із ураженнями опорно-рухового апарату й вадами зору.
Суярко Дмитро Олегович – бронзовий призер чемпіонату світу із зимових видів спорту серед спортсменів із ураженнями опорно-рухового апарату й вадами зору (Німеччина, Корея, Японія).
Лень Олег Валерійович – переможець чемпіонату світу з футболу серед спортсменів із наслідками ДЦП (Сан-Луїс, Аргентина).

### Призери чемпіонатів світу та Європи з кікбоксингу
Лисюк Сергій – заслужений майстер спорту України, член національної збірної команди України з кікбоксингу, переможець чемпіонату світу з кікбоксингу
Єрко Михайло – майстер спорту України, багаторазовий переможець чемпіонатів світу серед юніорів, переможець чемпіонату Європи з кікбоксингу за напівпрофесійною версією ISKA (Штутгарт, Німеччина).
Кужельний Сергій – кандидат у майстри спорту України, чемпіон України, бронзовий призер чемпіонату світу з кікбоксингу.
Безбородько Дмитро – кандидат у майстри спорту України, багаторазовий переможець та призер чемпіонатів України, переможець чемпіонату світу з кікбоксингу серед юніорів

### Призери чемпіонату Європи з боксу серед юніорів
Гречаник Олександр, Корець Вероніка, Махно Кароліна, Рогова Катерина (Албена, Болгарія).

### Призери чемпіонатів світу з біатлону
Ткаленко Руслан – бронзовий призер у змішаній естафеті з біатлону на чемпіонаті Європи (Душники-Здруй, Польща).
Телень Сергій – срібний призер у спринті 7,5 км. з біатлону на чемпіонаті світу серед юніорів (Словаччина).
Івко Максим, Мигда Антон, Лесюк Тарас - бронзові призери чемпіонату світу з літнього біатлону в змішаній естафеті серед юніорів (Чайковський, Росія).
Дмитренко Христина - срібна призерка Європейського юнацького Олімпійського фестивалю з біатлону (Ерзурум, Туреччина).

### Десятка кращих спортсменів 2017 року
Грудень 2017. Чернігівська асоціація спортивних журналістів за підсумками змагань визначила десятку кращих атлетів області 2017 року.
Серед жінок пальму першості віддали заслуженій майстерці спорту України Галині Авраменко, яка на чемпіонаті Європи у Словенії з кульової стрільби здобула дві золоті та дві срібні медалі, а на чемпіонатах України увінчана ще дев'ятьма нагородами.
У чоловіків найкращим визнано Михайла Єрка, який тричі піднімався на золотий подіум чемпіонату світу з кікбоксингу і вперше привіз до Чернігова золотий пояс чемпіона Європи в напівпрофесійній версії (ISKA) чемпіонату К-1 у ваговій категорії до 60 кг.
До когорти кращих спортсменів області журналісти зарахували: Олену Костевич (кульова стрільба), Ірину Петренко, Сергія Семенова та Руслана Ткаленка (біатлон), Ольгу Бібик (легка атлетика), Валентину Кісіль (важка атлетика), Дмитра Митрофанова (бокс), Ігоря Рептюха й Олексія Коломійця (паралімпійський спорт), Андрія Козира (рукопашний бій).

## Вистави Чернігівського обласного молодіжного театру
Герман Гессе, «Степовий вовк» (тривалість вистави 1 год. 45 хв.). Режисер вистави заслужений діяч мистецтв України Геннадій Касьянов. Прем'єра вистави відбулась 24 березня 2017 року.
Докладніше:
Алла Пушкіна, вистава-гра «Загадкова кімната» (тривалість вистави  1 год.). Прем’єра відбулась 27 травня 2017 року.
Джон Патрік, комедія-фарс «Дорога Памела»  (тривалість вистави 2 год. 20 хв.) Режисер-постановник вистави заслужений артист України  Олексій Биш. 
Прем'єра вистави відбулась 11 червня 2017 року.
Ярослав Стельмах за мотивами повісті Е.-Т.-А. Гофмана «Крихітка Цахес, прозваний Цинобером» (тривалість вистави 1 год.30 хв.) Режисер-постановник заслужений діяч мистецтв України Геннадій Касьянов Прем'єра вистави відбулась 15 вересня 2017 року.

## Загиблі в російсько-українській війні
Пономаренко Дмитро Олександрович – молодший сержант, водій-електрик 550-ї окремої радіолокаційної роти (військова частина А 3547, м. Чернігів).
У зоні проведення ООС перебував із середини листопада 2016 року у складі 72-ї окремої механізованої бригади.
Загинув 25 лютого 2017 року під час виконання бойового завдання у районі села Верхньоторецьке Ясинуватського району Донецької області. Похований у м. Чернігові.
Указом Президента України від 10 квітня 2017 року № 104 нагороджений орденом «За мужність» ІІІ ступеня (посмертно) за особисту мужність і героїзм, виявлені у захисті державного суверенітету та територіальної цілісності України, вірність військовій присязі.